# Доње Ладање
Доње Ладање је насељено место у саставу општине Марушевец у Вараждинској жупанији, Хрватска. До територијалне реорганизације у Хрватској налазило се у саставу старе општине Иванец.

## Становништво
На попису становништва 2011. године, Доње Ладање је имало 1.166 становника.

## Попис1991.
На попису становништва 1991. године, насељено место Доње Ладање је имало 1.249 становника, следећег националног састава:
| Попис 1991.‍   | Попис 1991.‍  | Попис 1991.‍ | Попис 1991.‍ | Попис 1991.‍ |
| ------------- | ------------ | ----------- | ----------- | ----------- |
|               |              |             |             |             |
| Хрвати        | Хрвати       |             | 1.235       | 98,87%      |
| Југословени   | Југословени  |             | 3           | 0,24%       |
| Словенци      | Словенци     |             | 3           | 0,24%       |
| Немци         | Немци        |             | 1           | 0,08%       |
| неопредељени  | неопредељени |             | 6           | 0,48%       |
| непознато     | непознато    |             | 1           | 0,08%       |
| укупно: 1.249 |              |             |             |             |